# ۹ مرداد
۹ مرداد/اسد صد و سی و سومین روز از سال در گاه شماری خورشیدی است. به پایان سال ۲۳۲ روز (۲۳۳ روز در سال کبیسه) مانده‌است.

## مناسبت‌ها
- روز اهدای خون
- روز جهانی دوستی

## رویدادها
- ۱۲۴ - ورود ابومسلم به خراسان و آغاز فرمانروایی او در این سرزمین.[۱][۲]
- ۱۲۸۸ - اعدام شیخ فضل الله نوری با حکم دادگاه انقلاب مشروطیت به جرم مخالفت با نظام مشروطه.
- ۱۳۳۱ - تعطیلی بانک شاهنشاهی به دستور مصدق، نخست وزیر وقت.[۳][۴]
- ۱۳۶۶ - کشتار حجاج در مکه.
- ۱۳۷۷ - زمین‌لغزش و سیل ۱۳۷۷ ماسوله.
- ۱۳۹۶. داعش به سفارت عراق در کابل حمله کرد.
- ۱۴۰۱. حمله پهبادی ایالات متحده در کابل به محل اقامت ایمن‌الظواهری، رهبر القاعده.
- ۱۴۰۲ - حادثه ۹ مرداد ۱۴۰۲ فروند هواپیمای آموزشی.

## زادروزها
- ۱۳۰۳ - علی باستانی، روزنامه‌نگار.
- ۱۳۳۴ - بیوک میرزایی، بازیگر.
- ۱۳۷۱ - سعید احمدعباسی، بازیکن فوتسال.

## درگذشتگان
- ۱۲۸۸ - شیخ فضل‌الله نوری، از طرفداران مشروعه‌خواهی و از مخالفان پادشاهی مشروطه
- ۱۲۸۸ - سید محمدخان صنیع حضرت، از طرفداران محمدعلی‌شاه
- ۱۳۷۲ - هادی اسلامی، بازیگر
- ۱۳۸۱ - مصطفی رحیمی، جامعه‌شناس و روشن‌فکر
- ۱۳۸۵ - ایرج گل‌افشان، تدوین‌گر
- ۱۳۸۹ - محمد نوری، خواننده
- ۱۴۰۱. ایمن‌الظواهری، رهبر القاعده